# Киснево-конверторний спосіб одержання сталі

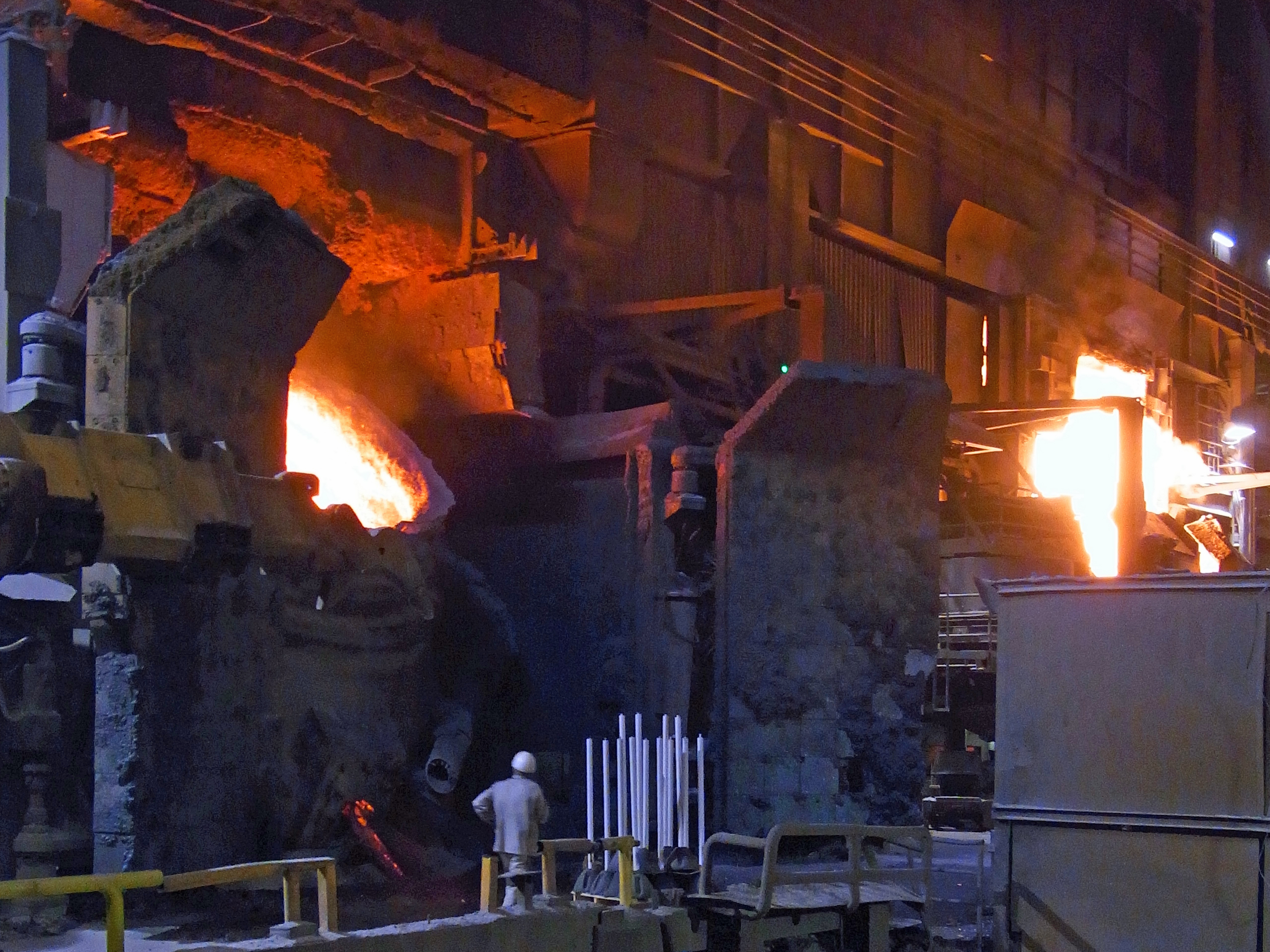
Киснево-конвертерний цех на металургійному заводі «Крупп-Маннесманн» у Дуйсбургу, Німеччина.

Киснево-конверторний спосіб одержання сталі — процес виробництва сталі продуванням рідкого чавуну в основних конверторах технічно чистим киснем; один із способів конверторного виробництва. Окрім чавуну в конвертор можна вводити сталевий брухт (20–30 %). Вперше в промислових масштабах був впроваджений 1952 року в Австрії. У другій половині 20 століття став основним процесом одержання сталі, в 2011 році за цим процесом було виплавлено близько 70 % виплавленої в світі сталі. На 2020-і роки відомо близько 40 різновидів цього процесу 

## Історія

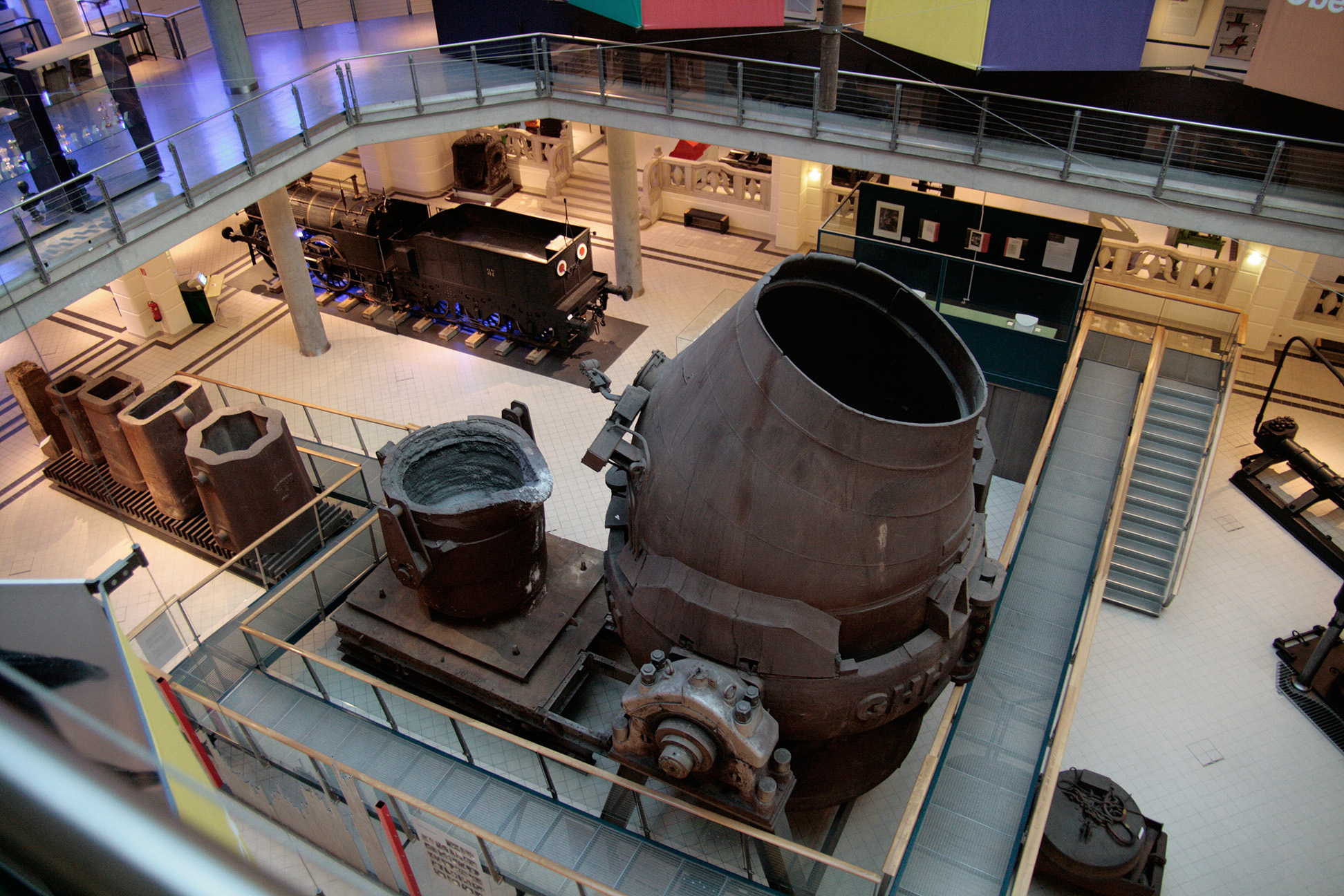
Один з перших конвертерів, застосованих для киснево-конвертерного виробництва на металургійному заводі в Лінці, в Технічному музеї у Відні, Австрія.

Роль різних способів виробництва сталі у період 1860—2014 років. Киснево-конвертерний спосіб позначено синім кольором.

За радянською історіографією, перші масштабні досліди з продування чавуну киснем зверху було проведено в СРСР інженером М. І. Мозговим у 1933 році. За іншою версією, розробником процесу був Роберт Дюррер (фр. Robert Durrer) зі Швейцарії. В промисловому масштабі киснево-конвертерний процес вперше застосовано в Австрії 27 листопада 1952 року на металургійному комбінаті у Лінці. Другим заводом, на якому було використано процес, був завод «Донавіц» у австрійському місті Донавіц (тепер у складі Леобен), де його було впроваджено 22 травня 1953 року. Від назви міста Лінц і міста Донавіц, де вперше було впроваджено цей процес, походить німецькомовний варіант назви кіснево-конвертерного процесу — «Linz-Donawitz-Verfahren», або скорочено «LD-Verfahren» («Лінц-Донавіцький процес»). В СРСР — з 1956 року в Україні на Дніпропетровському Металургійному заводі ім. Г. І. Петровського.
В деяких промислово розвинених країнах, використовуючи киснево-конвертерний процес, вже наприкінці 1970-х років виплавляли понад 70 % сталі. При зміні частки конвертерної сталі швидкий розвиток цього способу виробництва в Японії, США і Німеччині стався у 1960–1980-х роках і досяг 60–80 %. У СРСР даний спосіб розвивався у два рази повільніше (до 1990 р. досяг лише 35 %). Після розпаду СРСР Росія різко збільшила частку цього способу виробництва сталі — до 1998 р. він склав 80 %. В Україні швидкість розвитку даного процесу залишилася, як і раніше, низькою, і в 2005 р. частка конвертерної сталі досягла 50 %.
У Китаї частка конвертерного виробництва за 10 років подвоїлася і склала в 2005 р. понад 85 %. Таким чином, в індустріально розвинених країнах частка конвертерного виробництва досягла 60-80 % у 1975–1985 рр., після чого почала повільно знижуватися і в наш час[коли?] знаходиться в межах 45–75 %.

## Техніка і технологія

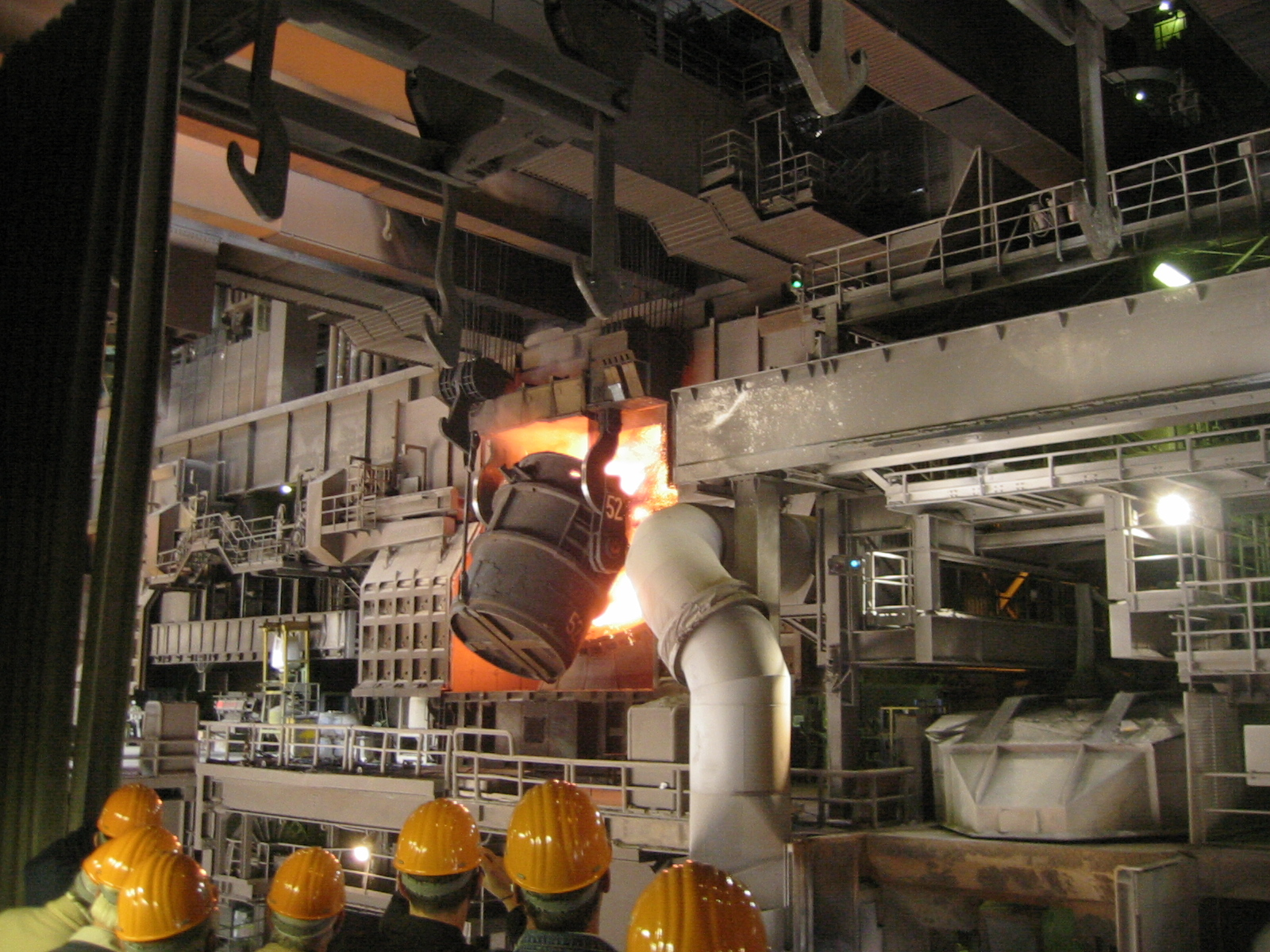
Зливання рідкого чавуну у кисневий конвертер. Завод «Крупп-Маннесманн» у Дуйсбургу, Німеччина.

Конверторний спосіб оснований на продувці рідкого чавуну киснем, який окиснює домішки, які містяться в чавуні (кремній, марганець, вуглець та інші). Процес проводиться у кисневому конверторі, що являє собою стальну посудину грушоподібної форми, яка з середини футерована вогнетривкою цеглою. Подача кисню під тиском 0,8–1,2 МПа (8-12 кгс/см²) здійснюється через фурму, що охолоджується водою. Близько 96 % конверторів працюють лише із верхньою продувкою киснем.
Перед початком процесу в конвертор завантажують залізну руду, стальний брухт, вапно і заливають рідкий чавун. В конвертор опускають фурму і починають продувку киснем. Під дією дуття домішки чавуну окиснюються, виділяючи значну кількість тепла, в результатя чого одночасно знижується вміст домішок у металі і підвишується температура, підтримуючи його у рідкому стані.
Кисневий струмінь при попаданні в рідкий чавун насамперед окиснює залізо з утворенням його закису (FeO):
2 Fe + O2 → 2 FeO.
Закис заліза частково переходить у шлак, а частково розчиняється в рідкому металі, що сприяє окисненню інших складових чавуну: одні з них згорають і утворюють шлак, інші — видаляються у вигляді газів. Вигоряння вуглецю починається з перших хвилин продувки:
C + FeO → Fe + CO.
Водночас з ним окиснюються марганець і кремній:
Mn + FeO → Fe + MnO,
Si + 2 FeO → 2 Fe + SiO2.
Для видалення фосфору в шлак його необхідно зв'язати з киснем в фосфорний ангідрит (Р2О5). Ошлакування фосфору здійснюється доданням флюсу — вапна:
2 P + 5 FeO + 4 CaO → 4CaO•P2O5 + 5 Fe.
Крім того, у розплаві протікають реакції прямого відновлення заліза:
C + O2 → CO2,
2 Mn + O2 → 2 MnO і т. д.
По мірі вигоряння вуглецю й інших елементів утворюється надмірна кількість тепла, аж до руйнування футерівки конвертора, перегріву металу і, як наслідок цього, до підвищеного угару металу і погіршення якості сталі. Для охолодження розплаву в нього вводять охолоджуючі добавки: залізну руду, стальний брухт. Охолоджуюча дія залізної руди пов'язана з ендотермічним процесом відновлення заліза з руди при контакті з вуглецем чавуну. При додаванні брухту розплавлений метал охолоджується за рахунок його нагріву і розплавлення. Шлак, що накопичується, зливають у процесі плавки. При доведенні вмісту вуглецю до заданого, дуття відключають і сталь виливають з конвертора в ківш. Однак закис заліза, що утворився при плавці і залишився у сталі додає їй крихкості і знижує міцність. Щоб видалити цю шкідливу домішку сталь розкиснюють. У ківш зі сталлю вводять дрібні грудки розкиснювачів (феросиліцій, феромарганець, алюміній і ін.) — хімічних елементів, що більш активні до кисню ніж залізо. Розкиснювачі зв'язують в оксиди кремній і марганець, що легко спливають в шлак, а сталь при цьому звільняється від розчиненого в ній кисню: FeO + Mn → Fe + MnO,
2 FeO + Si → 2 Fe + SiO2.
Після розкиснення сталь розливають по формах (виливницях), де вона застигає у вигляді злитків. В кисневих конверторах виплавляють вуглецеві і низьколеговані сталі. Киснево-конверторний спосіб — найпродуктивніший (тривалість плавки — 50–60 хв.). Процес не потребує палива (використовується фізичне тепло рідкого чавуну і екзотермічних реакцій вигоряння домішок). Але при цьому способі вихід готового металу порівняно невеликий (90–92 % від вихідного) і ним можна переробляти тільки невелику кількість металобрухту.